# Ruszczyn
Ruszczyn (prononciation [ˈruʂt͡ʂɨn]) est un village de la gmina de Kamieńsk, du powiat de Radomsko, dans la voïvodie de Łódź, situé dans le centre de la Pologne.
Sa population s'élevait à 2 habitants en 2004.

## Administration
De 1975 à 1998, le village était attaché administrativement à l'ancienne voïvodie de Piotrków.

Depuis 1999, il fait partie de la nouvelle voïvodie de Łódź.